# Budoši
Budoši (Будоши) è un centro abitato della Bosnia ed Erzegovina, compreso nel comune di Trebigne.